# Chilika-See
Der Chilika-See (Oriya ଚିଲିକା ହ୍ରଦ) ist eine große, flache Brackwasserlagune an der Küste des indischen Bundesstaats Odisha.

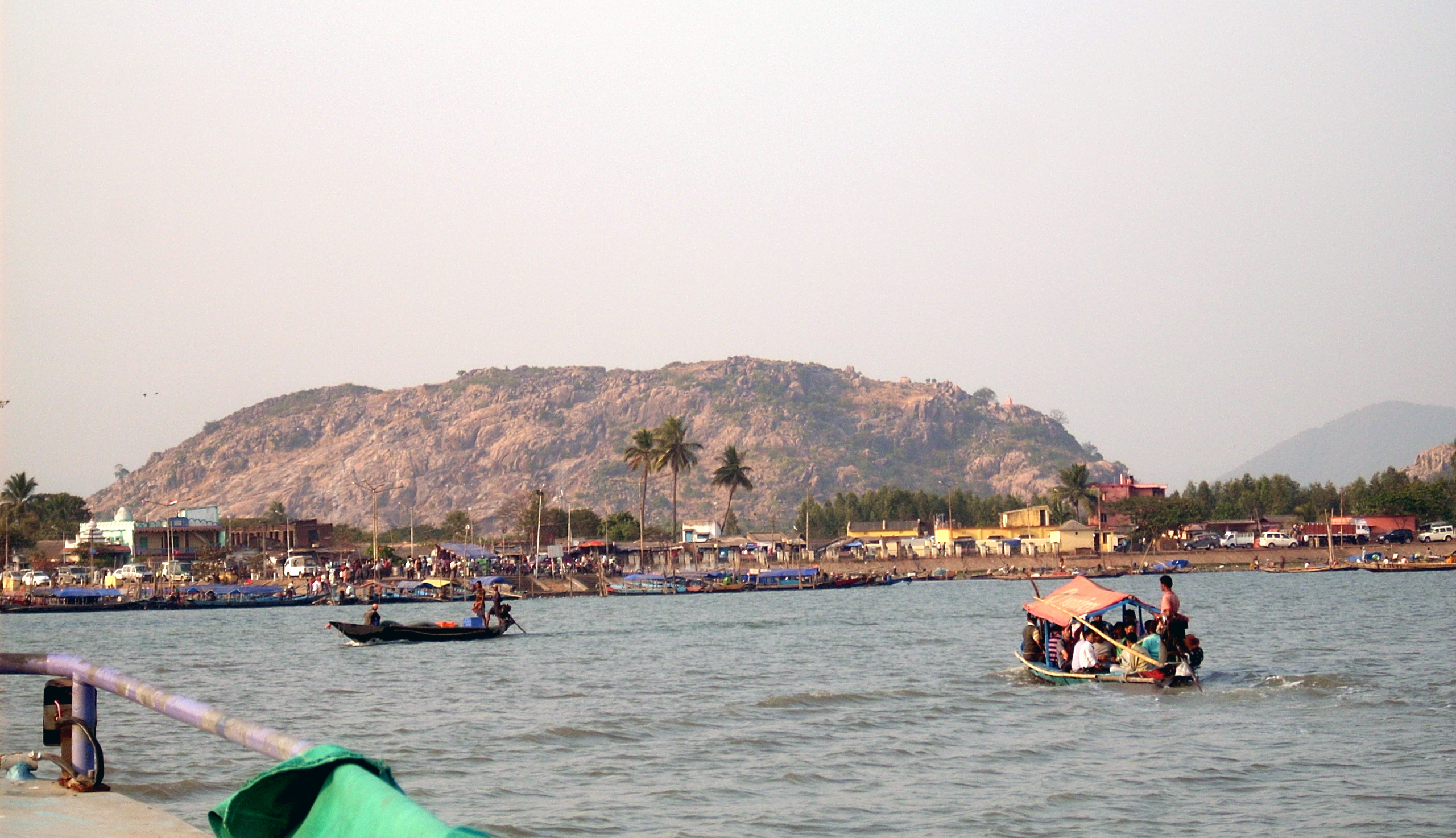
Balugaon, die nächstgelegene größere Siedlung an der Lagune

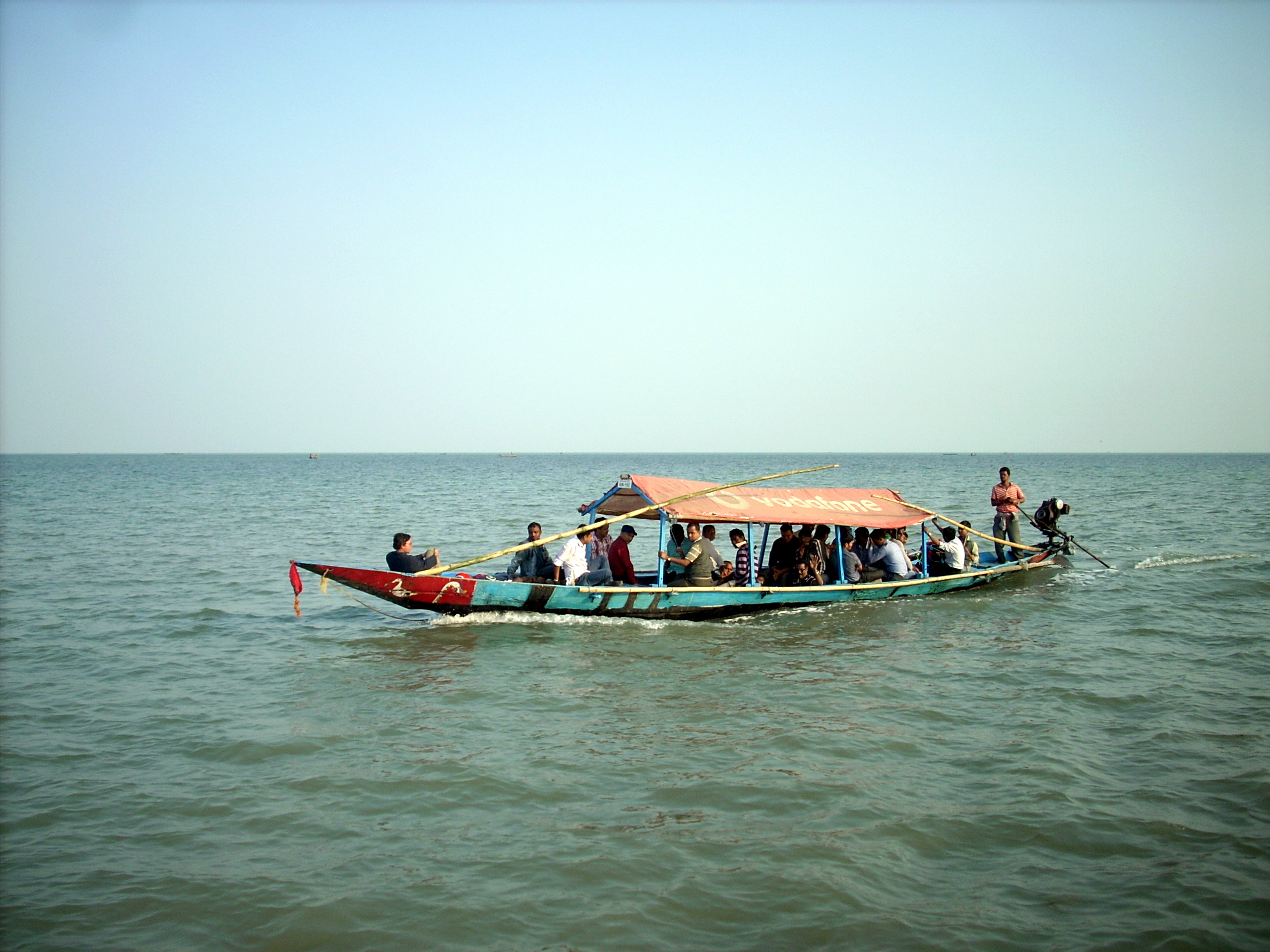
Boot in der Lagune

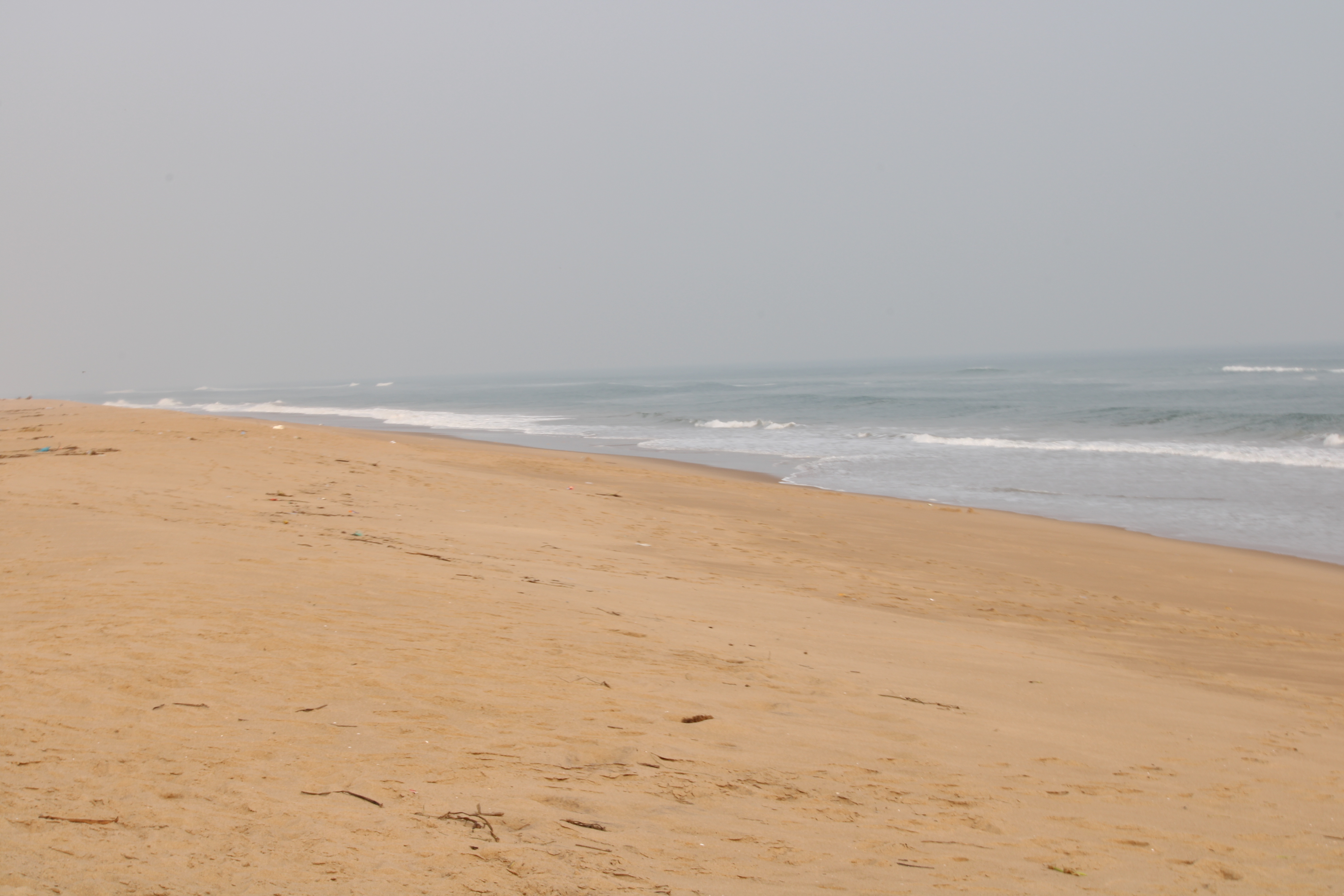
Lagunenmündung in den Golf von Bengalen

## Beschreibung
Der See war im späten Pleistozän wohl Teil des Golfs von Bengalen. Änderungen des Küstenverlaufs nördlich des Sees und der Meeresströmungen, sowie starke Winde führten durch Strandversetzung allmählich zur Bildung eines schmalen, im Wesentlichen aus Sanddünen bestehenden Landstreifens, Rajhansa – einer Nehrung, die eine große Meeresbucht vom offenen Meer abschnürte. Die entstandene Lagune blieb über wenige Kanäle mit dem Meer verbunden. Dadurch wurde der Tidenhub in der Lagune stark reduziert. Im Laufe der Zeit wurde der See durch Sedimenteintrag der Seitenarme des Flusses Mahanadi immer flacher. Dieser Prozess hat sich bis in die  Gegenwart fortgesetzt. Derzeit werden durch die Zuflüsse jährlich etwa 1,6 Millionen Tonnen Sediment in den See transportiert. Der Einstrom an Süßwasser beträgt etwa 14 331 Millionen m² pro Jahr, wovon die drei Mahanadi-Seitenarmen Daya, Bhargavi und Nuna etwa 55 % beigetragen. Das Einzugsgebiet der Lagune beträgt etwa 4 406 km².
Die von Wasser bedeckte Fläche variiert mit den Jahreszeiten. Im Winter (November bis Januar) bildet die Lagune ein Feuchtgebiet und den Lebensraum und Brutplatz für Millionen von Zugvögeln. Während des Sommers (April bis Juni) führen die hohe Verdunstung und während der Zeit des Südwestmonsuns (Juli bis September) die im nördlichen Abschnitt einmündenden angeschwollenen Flüsse ebenfalls zu signifikanten Änderungen im Wasserstand der Lagune, so dass die Fläche der Lagune zwischen etwa 906 km² in der Trockenzeit (Winter) und 1165 km² in der Regenzeit (Sommer) schwankt. Dementsprechend schwankt auch die Wassertiefe (maximal im Oktober bis November, minimal März bis Mai). Im nördlichen Abschnitt ist die Lagune am flachsten (0,4 bis 0,8 m) und im mittleren sowie südlichen Abschnitt etwas tiefer (1,1 bis 2,3 m). Die Salinität und Wassertemperatur ist im nördlichen Abschnitt am geringsten und deutlich höher im mittleren und südlichen Abschnitt.

### Abflüsse der Lagune
Der Abfluss aus der Lagune erfolgt über eine oder mehrere Öffnungen hin zum Golf von Bengalen. Infolge von Sedimentablagerungen kommt es in unregelmäßigen Abständen zum Verschluss, oder zur Verlandung einer Öffnung, während die sich regelmäßig über dem Golf von Bengalen bildenden tropischen Wirbelstürme durch Hochwasser und starke Regenfälle gelegentlich neue Öffnungen schaffen können. In den Jahren 2005 bis 2017 entstanden drei neue Öffnungen. 2019 führte der Zyklon Fani zur Bildung von vier neuen Lagunenöffnungen. Vor dem September 2000 hatte die Lagune nur eine einzige Öffnung zum Golf von Bengalen im nördlichen Abschnitt nahe dem Ort Arakhakuda. Durch die kontinuierliche Sedimentation im langgestreckten Ausgangskanal und die allmähliche Wanderung der Lagunenmündung nach Norden wurde der Wasseraustausch mit dem Meer immer mehr eingeschränkt. Dies hatte einen Abfall der Salinität und eine vermehrte Sedimentablagerung zur Folge, was zusammen mit der Eutrophierung aus den zuführenden Flüssen zu einem verstärkten Wachstum von Wasserpflanzen vor allem im nördlichen Teil der Lagune führte. Hierzu zählten frei an der Oberfläche schwimmende Pflanzen wie Algenfarne, Wasserhyazinthen, Seerosen, Wassersalat, sowie untergetaucht wachsende, wie Laichkräuter, Grundnessel und Nixenkräuter. Die durch diese „Unkräuter“ betroffene Lagunenfläche nahm in den Jahren 1973 bis 1998 von 20 km² auf 440 km² zu und erreichte im Jahr 2002 523 km². Mit diesen Veränderungen ging auch eine drastische Abnahme der kommerziellen Fischerträge einher. Am 20. November 1991 rief die Regierung des damaligen Orissa die Chilika Development Authority (CDA) ins Leben, die die Aufgabe erhielt, den See in seinen ursprünglichen Zustand zu versetzen.
Im September 2000 wurde auf Veranlassung der CDA aus Gründen des Naturschutzes und besseren Wasseraustauschs eine künstliche Öffnung nahe Sipakuda im mittleren Abschnitt geschaffen. Durch Anhebung des Salzgehalts sollte u. a. das Wachstum der genannten Süßwasserpflanzen gehemmt werden und die ökologische Vielfalt des Sees verbessert werden. Die neue Öffnung führte dazu, dass große Mengen an Sediment, die sich angehäuft hatten, ins Meer gespült wurden, wodurch die Lagune wieder etwas an Tiefe gewann. Auch der jährliche Fischereiertrag stieg drastisch von 1600 t vor der Öffnung auf etwa 12.000 t im Jahr 2013 an. Der Chilika-See, der 1993 auf die Montreux-Liste der bedrohten Feuchtgebiete gesetzt worden war, wurde mit Wirkung vom 11. November 2003 wieder davon entfernt und die CDA erhielt für ihre Aktivitäten im Jahr 2002 den Ramsar Wetland Conservation Award und den Evian-Sonderpreis zugesprochen.
Neben den Lagunenöffnungen zum Golf von Bengalen besteht noch ein zweiter Abfluss in Form des Pallur- oder Ganjam-Kanals. Der Kanal ist etwa 30 km lang und 20 m breit, beginnt am Südende der Lagune und endet im Bereich des Rushikulya-Deltas in den Golf von Bengalen. Der Kanal wurde bereits 1866, zur Zeit der britischen Kolonialherrschaft angelegt. Ein Einstrom von Meerwasser über den Kanal in die Lagune ist nur bei sehr hoher Flut möglich.

## Flora und Fauna

### Flora

#### Phytoplankton
Im See wurden 128 Arten von Phytoplankton dokumentiert. Vorwiegend sind vier Gruppen vertreten: Kieselalgen, Dinoflagellaten, Cyanobakterien und Chlorophyceae, wobei erstgenannte in Bezug auf die Artenzahl dominieren (mit Ausnahme der nördlichen Region). Die Phytoplankton-Zusammensetzung in der Lagune wird durch die jahreszeitlichen Schwankungen in der Salinität beeinflusst. Im Winter überwiegen Cyanobakterien und Chlorophyceae, im Sommer Kieselalgen, einzelne Dinoflagellatenarten und Cyanobakterien. Die bisherigen wissenschaftlichen Untersuchungen wiesen eine erhebliche Variabilität in der Zusammensetzung des Phytoplanktons auf.

#### Makroalgen und höhere Pflanzen
Im nördlichen und mittleren Abschnitt der Lagune findet ein zyklisches Wachstum von Makrophyten statt. Diese wachsen vor allem in der späten Monsun- und in der Post-Monsun-Periode und gehen zu Beginn des Sommers, einhergehend mit dem Anstieg der Salinität wieder
zugrunde. Im Bereich der Felseninseln in der Lagune finden sich reichlich Grün-, Braun- und Rotalgen, unter letzteren vor allem Gracilaria verrucosa. Wissenschaftliche Erhebungen dokumentierten 726 Arten von Blütenpflanzen, die zu 496 Gattungen und 120 Familien gehörten, was etwa 25 % der gesamten Gefäßpflanzen-Flora des Bundesstaats Odisha entsprach. Die am häufigsten vertretene Pflanzenfamilie sind die Hülsenfrüchtler (Fabaceae), gefolgt von Süßgräsern (Poaceae) und Sauergrasgewächsen (Cyperaceae). Reichlich finden sich auch Mangroven und mangrovenassoziierte Pflanzen wie Aegiceras corniculatum, Excoecaria agallocha, der Zahnbürstenbaum (Salvadora persica), Pongamia pinnata, Colubrina asiatica, Capparis roxburghii, Macrotyloma ciliatum und viele andere.

### Fauna

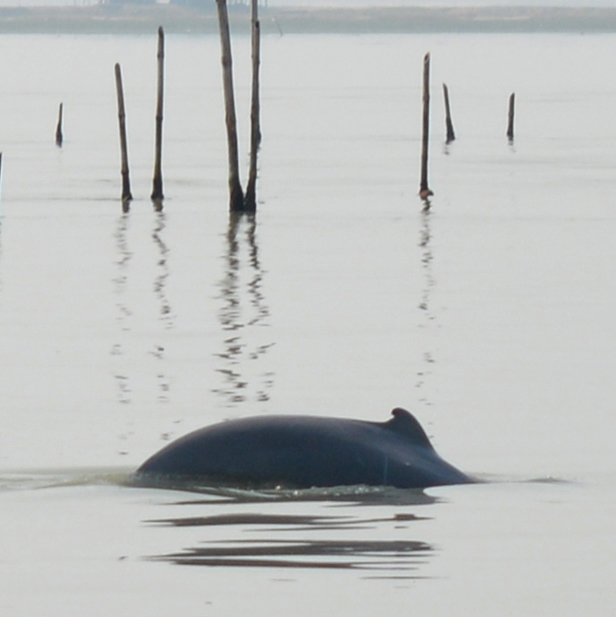
Irawadidelfin in der Lagune

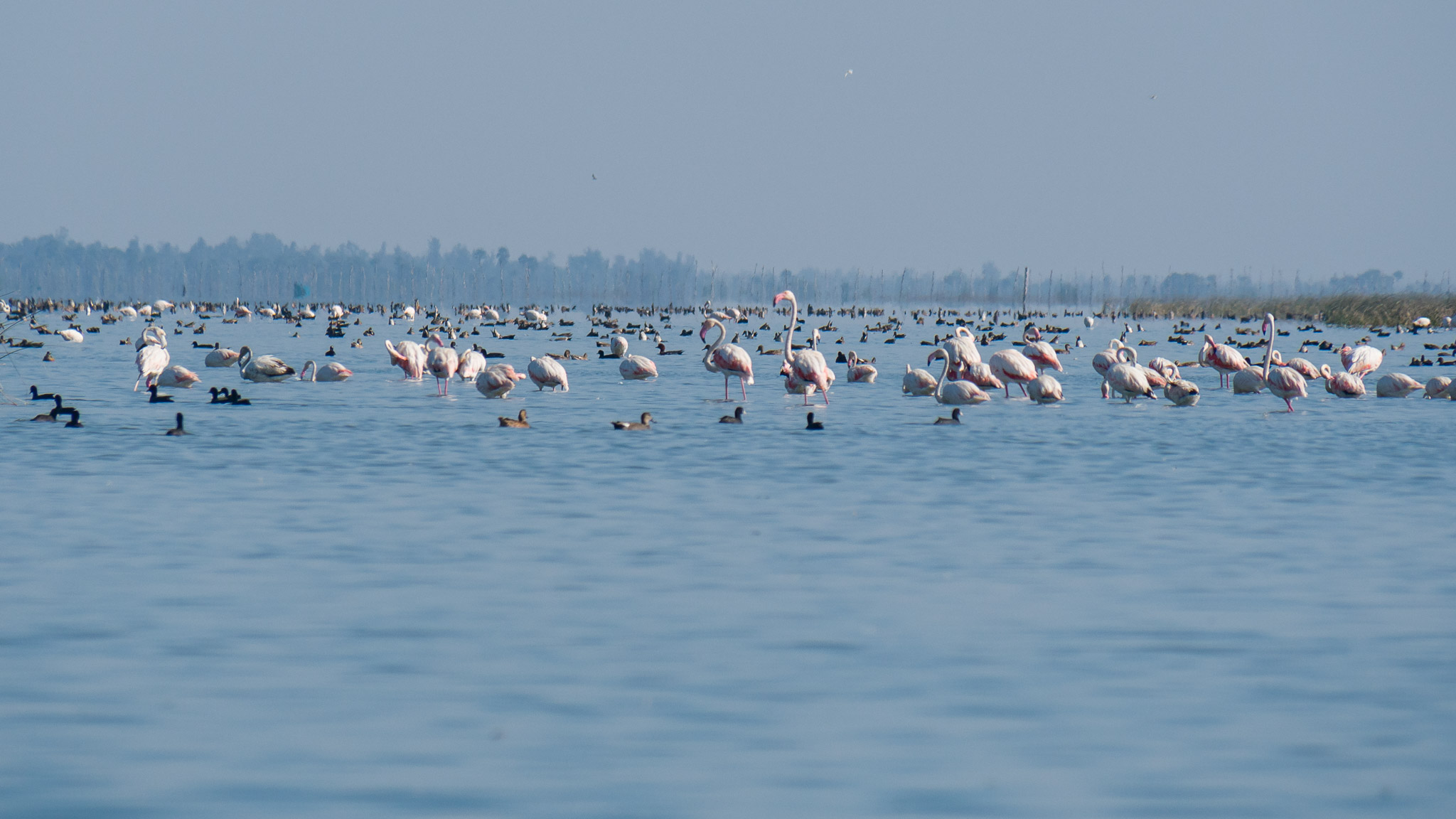
Flamingos

#### Zooplankton
Die Zusammensetzung des Zooplanktons unterliegt starken jahreszeitlichen Schwankungen bzw. wird stark durch die Salinität beeinflusst. Die dominierenden Arten sind Ruderfußkrebse, Pfeilwürmer, Wasserflöhe, Schwebegarnelen, Leuchtgarnelen, Staatsquallen, Sergestidae u. a. m.

#### Fische
In der Lagune wurden 341 Arten von Fischen dokumentiert, 28 Arten von Krebstieren und 34 Krabbenarten. Von diesen brüten 65 auch in der Lagune.
Seit langem wird der See auch für die Fischerei genutzt. Die häufigsten für die Fischerei wichtigen Fischarten sind Ompok bimaculatus und der Gemeine Hubschrauberwels (Wallago attu), zwei Welsarten. Kommerziell wichtige Garnelenarten sind Fenneropenaeus indicus, Metapenaeus monoceros, Metapenaeus affinis und Metapenaeus dobson.

#### Delfine
In der Lagune lebt eine Population von Irawadidelfinen. Der Chilikasee weist das einzige größere Vorkommen dieser Delfinart in Indien auf. In den Jahren 2017 bis 2020 wurden zwischen 113 und 162 Delfin-Individuen im See gezählt. Vereinzelt wurden Angriffe von Bullenhaien auf Irawadi-Delfine in der Lagune dokumentiert. Eine kleine Individuenzahl von Indopazifischen Großen Tümmlern wandert gelegentlich durch die Lagunenöffnung in den See ein.

#### Vögel
Der Chilika-See bildet das größte Überwinterungsgebiet für Zugvögel in ganz Indien. Erhebungen in den Jahren 2007 und 2008 ergaben 800.000 bis 900.000 Zugvögel, von denen ein erheblicher Anteil (zwischen 200.000 und 450.000) auf Nalbana Island lokalisiert wurde. Die Zugvögel stammen zum Teil aus weit entfernten Regionen vom Kaspischen Meer, Baikalsee, Sibirien, der Mongolei, dem Iran, dem Irak, Afghanistan, und aus der Himalayaregion. Zu den bekannteren, im Umfeld der Lagune vorzufindenden Arten bzw. Gattungen oder Familien zählen Weißbauch-Seeadler, Graugans, Purpurhuhn, Blatthühnchen, Reiher, Flamingos, Hinduracke, Störche, Schwarzkopfibis, Löffler, Rostgans, Löffelente und Spießente.

## Wirtschaftliche Nutzung
Der Chilika-See bietet aufgrund seines Fischreichtums die wirtschaftliche Existenzgrundlage für etwa 140.000 Fischerfamilien. Touristisch ist der See bisher nur teilweise erschlossen und zieht jährlich etwa 300.000 in- und ausländische Touristen an.

## Schutzstatus
Am 1. Oktober 1981 wurde der See als erste Stätte Indiens in die Liste der Ramsar-Gebiete aufgenommen. Vom 16. Juni 1993 bis zum 11. November 2002 befand er sich auf der Montreux-Liste der bedrohten Ramsar-Gebiete. Im Jahr 1987 wurde das 15,53 km² große Chilika (Nalaban)-Wildreservat (Chilika (Nalaban) Wildlife Sanctuary) eingerichtet.
Am 15. April 2014 reichte die indische Regierung beim Welterbekomitee einen Antrag auf Eintrag der Lagune in das Weltnaturerbe der UNESCO ein. Begründet wurde der Antrag mit den Kriterien (ix) und (x).